# Militagrotis
Militagrotis là một chi bướm đêm thuộc họ Noctuidae.